# برونا إرهارت
برونا إرهارت هي عارضة برازيلية، ولدت في 1988 في توباراو في البرازيل.

## روابط خارجية
- برونا إرهارت على موقع دليل عارضات الأزياء (الإنجليزية)